# Olympische Winterspiele 1988/Teilnehmer (Neuseeland)
| Gelbes Symbol für Goldmedaillen mit stilisierten Olympischen Ringen | Graues Symbol für Silbermedaillen mit stilisierten Olympischen Ringen | Braundes Symbol für Bronzemedaillen mit stilisierten Olympischen Ringen |
| ------------------------------------------------------------------- | --------------------------------------------------------------------- | ----------------------------------------------------------------------- |
| —                                                                   | —                                                                     | —                                                                       |

Neuseeland nahm an den Olympischen Winterspielen 1988 im kanadischen Calgary mit neun Sportlern teil.

## Teilnehmer nach Sportarten

### Ski Alpin
Männer
- Matthias Hubrich
Super-G: 24.
Riesenslalom: DNF
Slalom: Platz 22

- Simon Lyle Wi Rutene
Super-G: Platz 24
Riesenslalom: DNF
Slalom: Platz 17
Kombination: DNF

Frauen
- Kate Rattray
Super-G: Platz 28
Riesenslalom: DNF

- Slalom: Platz 21

### Bob
- Lex Peterson, Peter Henry
Zweier: Platz 20

- Owen Pinnell, Blair Telford
Zweier:Platz 31

- Lex Peterson, Blair Telford, Rhys Dacre, Peter Henry
Vierer: Platz 21

### Ski Nordisch
- Madonna Harris
20 km Freistil: Platz 40